# Asemolea setosa
Asemolea setosa là một loài bọ cánh cứng trong họ Cerambycidae.